# Rosmarinus
Rosmarinus és un sinònims del gènere Salvia dins la família de les lamiàcies.
Havia estat un gènere independent fins a l'any 2017, quan un estudi filogenètic va confirmar d'altres d'anteriors que postulaven la inclusió dels gèneres Dorystaechas, Meriandra, Perovskia, Rosmarinus i Zhumeria dins el gènere Salvia.
Amb la integració del gènere Rosmaninus dins Salvia, van canviar els noms científics de les espècies de romaní:
- Rosmarinus eriocalyx va esdevenir Salvia jordanii.[4] El nou epítet és degut al fet que ja hi havia Salvia eriocalyx i fa referència al botànic francès Claude Thomas Alexis Jordan.
- Rosmarinus officinalis va esdevenir Salvia rosmarinus,[5] el romaní comú.
- Rosmarinus tomentosus va esdevenir Salvia granatensis.[6] L'epítet granatensis és en honor a Granada, on s'hi troba la major part la població de l'espècie, el canvi és degut al fet que ja hi havia Salvia tomentosa.